# Ophioscion strabo
Ophioscion strabo är en fiskart som beskrevs av Gilbert, 1897. Ophioscion strabo ingår i släktet Ophioscion och familjen havsgösfiskar. IUCN kategoriserar arten globalt som livskraftig. Inga underarter finns listade i Catalogue of Life.